# Kashifu Bangunagande
Kashifu Bangunagande (født 24. september 2001) er en japansk fodboldspiller.
Han har spillet for flere forskellige klubber i sin karriere, herunder FC Tokyo.